# LaBrassBanda
LaBrassBanda ist eine aus Übersee am Chiemsee stammende Blasmusikgruppe um den Leadsänger und Trompeter Stefan Dettl. Der Bandname ist ein Portemanteau des italienischen la banda und des englischen brass band, was beides jeweils auf Deutsch „Blasmusikkapelle“ bedeutet. Die Musik zählt zum Genre der Neuen Volksmusik. Sie selbst bezeichnen ihre Musik auch als Bayerischen Gypsy Brass, Funk Brass oder Alpen Jazz Techno. Bei Auftritten tragen die Musiker stets Lederhosen und sind barfuß.

## Bandgeschichte
Stefan Dettl war bei einem Aufenthalt in New York City davon fasziniert, wie Gruppen wie die Youngblood Brass Band traditionelle Blasmusik mit Hip-Hop-, Funk- und Jazzeinflüssen verbinden. Der Musikstudent fand am Richard-Strauss-Konservatorium mit Andreas Hofmeir (Tuba), Oliver Wrage (Bass), Manuel Winbeck (Posaune) und Manuel da Coll (Schlagzeug) vier Gleichgesinnte und gründete 2007 mit ihnen LaBrassBanda. Größere Bekanntheit erreichte die Band durch ihre Tour von ihrer Heimat zum Endspiel der Fußball-Europameisterschaft 2008 in Wien. Diese absolvierten sie mit Mopeds und einem Traktor mit Anhänger, auf dem sie Konzerte im Freien spielten.
2009 trat die Band auf Einladung des Goethe-Instituts beim Deutschen Kulturfestival sibSTANCIJA 09 in Nowosibirsk und Akademgorodok auf. Weitere Konzerte gab es in Omsk, Krasnojarsk und Moskau. Im gleichen Jahr trat LaBrassBanda beim Harare International Festival of Arts in Simbabwe, präsentiert durch die deutsche Botschaft und die Zimbabwe German Society, und beim Roskilde-Festival auf. Ein Konzertfilm von Marcus H. Rosenmüller dokumentiert einen LaBrassBanda-Auftritt am 23. Oktober 2009 im ausverkauften Circus Krone in München. Mit „Habe di Ehre Übersee“ – Eine Band entstand 2009 ein Dokumentarfilm über die Band. Im Juli 2011 fanden auf Einladung der deutschen Botschaft vier Konzerte in den USA statt, unter anderem im Whisky a Go Go in Los Angeles.
Von 2007 bis 2015 spielte LaBrassBanda mehr als 700 Konzerte. Sie waren zu Gast auf verschiedenen Festivals, wie dem Hurricane Festival in Scheeßel, dem süddeutschen Schwester-Festival Southside in Neuhausen ob Eck, dem Highfield-Festival in Großpösna, dem Sziget Festival in Budapest, dem Haldern Pop am Niederrhein und dem Chiemsee Reggae Summer in Übersee. Am 4. Dezember 2011 beendeten sie die Tournee Übersee vor 12.000 Fans in der Olympiahalle München. Dieser Auftritt wurde aufgezeichnet und 2012 als Live Olympiahalle München veröffentlicht. Im Anschluss an die Tournee widmeten sich die Mitglieder der Weiterentwicklung ihrer eigenen Projekte. Dettl veröffentlichte zum Beispiel die Soloalben Rockstar (2011), Summer of Love (2012) und Soultrain (2016). Tubist Andreas Hofmeir ist seit 2006 als ordentlicher Professor an der Universität Mozarteum Salzburg tätig und gab 2012 diverse Konzerte und „Musikalische Lesungen“ und führte Workshops für Tuba durch.
LaBrassBanda erreichten bei der deutschen Vorentscheidung zum Eurovision Song Contest 2013 mit dem Titel Nackert den zweiten Platz hinter Cascada. Sie siegten dabei beim einwöchigen Radiohörer-Voting, belegten Platz zwei beim Fernsehzuschauer-Voting, erhielten aber von der Jury nur einen Punkt. 2015 erhielten sie von den Münchner Turmschreibern den Bayerischen Poetentaler.
Bassist Oliver Wrage verließ im Juni 2013 die Band; an seine Stelle trat Mario Schönhofer. Im Sommer 2013 traten LaBrassBanda als Vorband bei der Tournee der Ärzte auf. Seit der Tour 2013 wurden sie zusätzlich von Jörg Hartl und Korbinian Weber an der Trompete und von Tobias Weber an der Perkussion unterstützt, die bis 2016 auch fester Bestandteil der Band waren. Seit 2014 vertritt Stefan Huber Andreas Martin Hofmeir an der Tuba, und seit der Bierzelttour 2014 erweitert Bassist Fabian Jungreithmayr die Gruppe. Eine Einladung der Band zum 124. Gautrachtenfest 2014 in Ruhpolding durch den veranstaltenden Gauverband I erregte beim Ehrenvorsitzenden des Bayerischen Trachtenverbandes Otto Dufter Unmut wegen des angeblichen Traditionsbruchs: LaBrassBanda treten grundsätzlich zwar in Lederhosen, aber barfuß auf.
Ihr 2014 erschienenes Album Kiah Royal hat die Gruppe in einem Kuhstall eingespielt. Gastmusiker waren Christoph Well, Rocko Schamoni und Stephan Remmler. Mario Schönhofer (Bass) und Tobias Weber (Percussion) haben seit Ende 2015 mit Ströme ihr eigenes Projekt und stiegen Anfang 2016 aus der Band aus.
2021 verließ Stefan Huber die Band und wurde durch Matthias Hoffmann an der Tuba ersetzt. Zudem stieß Anfang 2022 Julian Buschberger als Gitarrist zur Band. Im Mai 2022 veröffentlichte die Band einen Remix des Titels Dicke Titten von Rammstein.
Gemeinsam mit dem Musikjournalisten Jan Wehn veröffentlichte die Band 2022 das Buch Barfuß in Lederhosen um die Welt, eine Mischung aus Bildband und Biografie, welche die Reisen der Band nach Marrakesch, Nowosibirsk oder in die USA Revue passieren lässt.

## Diskografie

### Studioalben
| Jahr | Titel               | Höchstplatzierung, Gesamtwochen, AuszeichnungChartplatzierungen (Jahr, Titel, Platzierungen, Wochen, Auszeichnungen, Anmerkungen) | Höchstplatzierung, Gesamtwochen, AuszeichnungChartplatzierungen (Jahr, Titel, Platzierungen, Wochen, Auszeichnungen, Anmerkungen) | Höchstplatzierung, Gesamtwochen, AuszeichnungChartplatzierungen (Jahr, Titel, Platzierungen, Wochen, Auszeichnungen, Anmerkungen) | Anmerkungen                            |
| Jahr | Titel               | DE | AT | CH | Anmerkungen                            |
| ---- | ------------------- | --- | --- | --- | -------------------------------------- |
| 2008 | Habediehre          | DE85 Gold · (1 Wo.)DE | — | — | Erstveröffentlichung: 6. Juni 2008     |
| 2009 | Übersee             | DE39 (5 Wo.)DE | — | — | Erstveröffentlichung: 23. Oktober 2009 |
| 2013 | Europa              | DE3 Gold · (13 Wo.)DE | AT10 (5 Wo.)AT | — | Erstveröffentlichung: 14. Juni 2013    |
| 2017 | Around the World    | DE10 (5 Wo.)DE | AT13 (1 Wo.)AT | — | Erstveröffentlichung: 24. Februar 2017 |
| 2020 | Danzn               | DE3 (4 Wo.)DE | AT9 (1 Wo.)AT | CH79 (1 Wo.)CH | Erstveröffentlichung: 24. Juli 2020    |
| 2021 | Yoga Symphony No. 1 | DE30 (1 Wo.)DE | — | — | Erstveröffentlichung: 30. April 2021   |
| 2025 | Polka Party         | DE32 (1 Wo.)DE | — | — | Erstveröffentlichung: 21. März 2025    |

### Livealben
| Jahr | Titel                                     | Höchstplatzierung, Gesamtwochen, AuszeichnungChartplatzierungen (Jahr, Titel, Platzierungen, Wochen, Auszeichnungen, Anmerkungen) | Höchstplatzierung, Gesamtwochen, AuszeichnungChartplatzierungen (Jahr, Titel, Platzierungen, Wochen, Auszeichnungen, Anmerkungen) | Anmerkungen                              |
| Jahr | Titel                                     | DE | AT | Anmerkungen                              |
| ---- | ----------------------------------------- | --- | --- | ---------------------------------------- |
| 2012 | Live – Olympiahalle München               | DE15 (5 Wo.)DE | AT58 (1 Wo.)AT | Erstveröffentlichung: 13. Juli 2012      |
| 2014 | Kiah Royal – Live + akustisch im Kuhstall | DE4 (6 Wo.)DE | AT21 (2 Wo.)AT | Erstveröffentlichung: 26. September 2014 |

Weitere Livealben
- 2017: Around the World Live – Olympiahalle München

### Remixalben
- 2015: Europa – in Dub

### Soundtracks
- 2010: Musik zu „Doctor Döblingers geschmackvolles Kasperltheater. Ein bayrisches Kasperlhörspiel für Kinder – Kasperl und das Kugeleis“
- 2010: Musik zur Filmkomödie „Die Friseuse“ von Doris Dörrie

### Singles
| Jahr | Titel Album    | Höchstplatzierung, Gesamtwochen, AuszeichnungChartsChartplatzierungen (Jahr, Titel, Album, Platzierungen, Wochen, Auszeichnungen, Anmerkungen) | Anmerkungen                            |
| Jahr | Titel Album    | DE | Anmerkungen                            |
| ---- | -------------- | --- | -------------------------------------- |
| 2013 | Nackert Europa | DE13 (6 Wo.)DE | Erstveröffentlichung: 11. Februar 2013 |

Weitere Singles
- 2013: Tecno
- 2014: Wot! (feat. Captain Sensible)
- 2014: VW Jetta
- 2014: Keine Sterne in Athen (mit Stephan Remmler)
- 2015: 40 Cent (feat. Stofferl Well)
- 2017: Cadillac
- 2018: Kräuterlied (Willy Astor feat. LaBrassBanda)
- 2018: Huscha (Live) (Folkshilfe feat. LaBrassBanda)
- 2019: Legend (Caravãna Sun feat. LaBrassBanda)
- 2020: Discobauer

## Bücher
- LaBrassBanda, Stefan Dettl, Jan Wehn: Barfuß in Lederhosen um die Welt. Polyglott, München 2022, ISBN 978-3-8464-0878-0.

## Filmografie
- 2009: LaBrassBanda – Habe di Ehre Übersee (Dokumentarfilm von Marcus H. Rosenmüller)
- 2010: LaBrassBanda – aus dem Circus Krone (Konzertfilm von Marcus H. Rosenmüller)
- 2014: LaBrassBanda (Dokumentarfilm von David Spaeth)